# カウカイア
カウカイア（Caucaia）は、ブラジルのセアラー州の都市。人口は36万5212人（2020年）。州都フォルタレザの西側に隣接しており、都市圏の一部となっている。
フォルタレザの都市鉄道Metroforが市内に乗り入れており、通勤通学に利用されている。カウカイアの海岸は美しい砂浜で名高い。比較的風が強いため、ウィンドサーフィンのメッカとなっている。

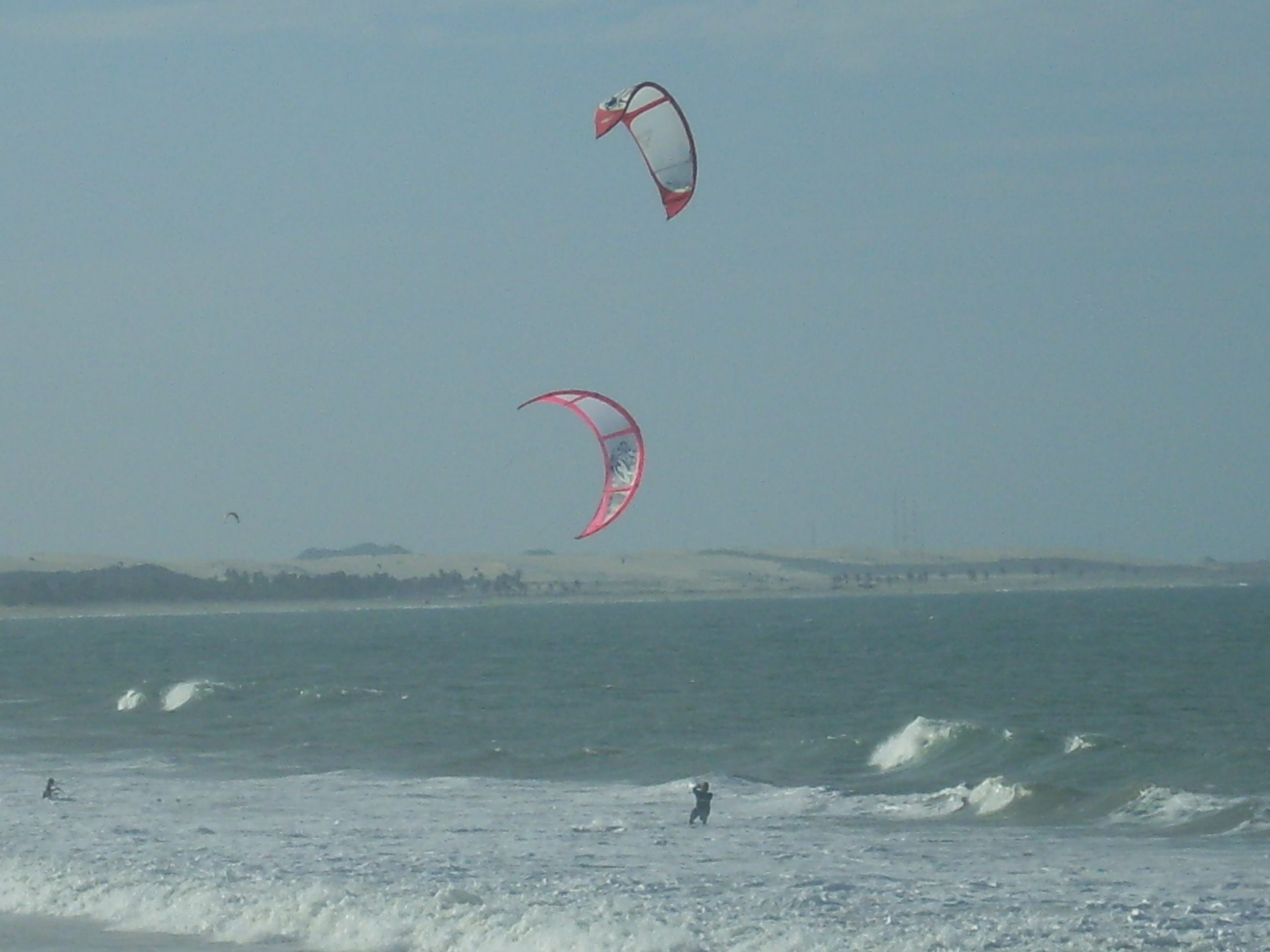
ウィンドサーファー